# إيفان شبيغل
إيفان شبيغل (بالإنجليزية: Evan Spiegel)‏ مواليد 4 يونيو 1990 في لوس أنجلوس، كاليفورنيا، الولايات المتحدة، هو رائد أعمال انترنت أمريكي والمؤسس المشارك لتطبيق سناب شات، شغل منصب الرئيس التنفيذي لشركة سناب شات.
درس في جامعة ستانفورد. في عام 2012 ترك ستانفورد للتركيز على سناب شات قبل فترة وجيزة من إنهاء دراسته. بينما كان يدرس تصميم المنتجات في جامعة ستانفورد اقترح سناب شات كمشروع تخرج وشارك في تأسيس شركة سناب شات مع «ريجي براون» و«روبرت ميرفي».
ذكر أنه معجب بشركتي جوجل وتينسنت. قدّرت ثروته سنة 2014 بحوالي 1.5 مليار دولار.

## النشأة والتعليم
ولد ايفان شبيغل في مدينة لوس أنجلوس، كاليفورنيا، وهو ابن ميليسا آن توماس وجون دبليو شبيغل، والذين يعملون في مهنة المحاماة. ترّبى شبيغل على الديانة المسيحية والتردد على الكنيسة الأسقفية الأمريكية. وتلقى تعليمه في مدرسة كروسرود للفنون والعلوم في سانتا مونيكا، ودرس في جامعة ستانفورد. حصل شبيغل على دروس في التصميم في كلية أوتيس للفن والتصميم في حين كان لا يزال في المدرسة الثانوية قبل دخوله جامعة ستانفورد. كما وعمل بدون أجر في المبيعات في ريد بول. عندما كان طالب، عمل كمتدرب لشركة طبية حيوية.

## المهنة
في عام 2012، غادر جامعة ستانفورد للتركيز على سناب شات قبل فترة وجيزة من إنهاء دراسته. بينما كان يدرس عمل على تصميم المنتجات في جامعة ستانفورد، واقترح سناب شات كمشروع الصف. شارك في تأسيس تطبيق سناب شات المحمول جنبًا إلى جنب ريجي براون وروبرت ميرفي. وهو الرئيس التنفيذي لشركة سناب شات.

## وصلات خارجية
- إيفان شبيغل على موقع مونزينجر (الألمانية)